# Deuxième circonscription de Limu Kose
La deuxième circonscription de Limu Kose est une des 177 circonscriptions législatives de l'État fédéré Oromia, elle se situe dans la Zone Jimma. Son représentant actuel est Qasim Fate Dano.